# エディンバラ・フェスティバル・フリンジ

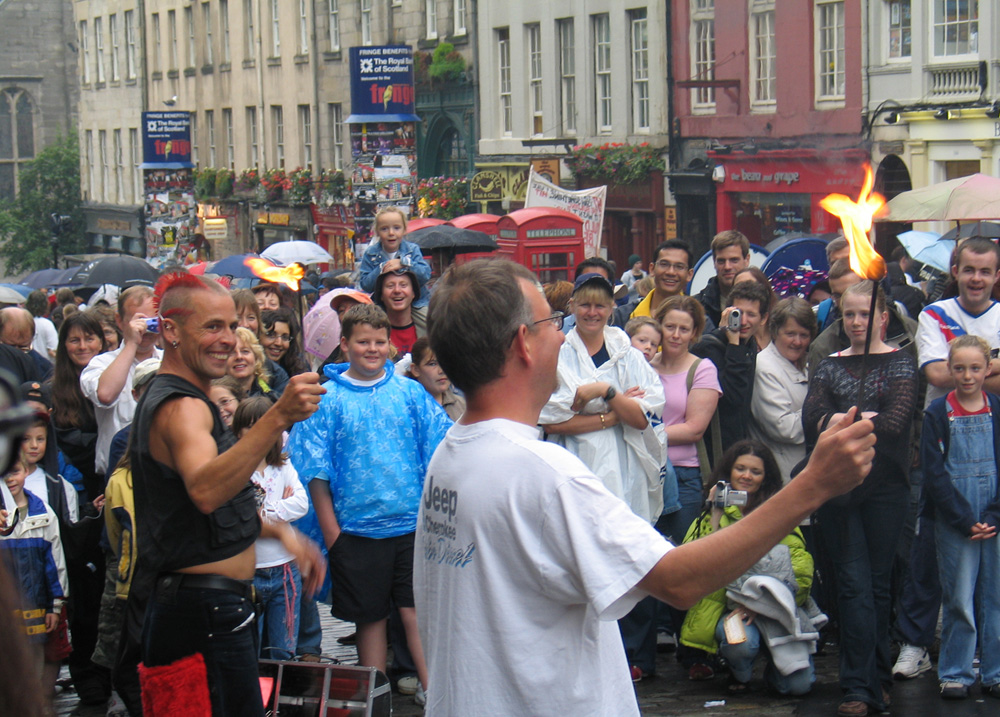
フリンジにおけるロイヤル・マイルでの大道芸

エディンバラ・フェスティバル・フリンジ（Edinburgh Festival Fringe）は、スコットランドの首都エディンバラで毎年8月に3〜4週間にわたって開催される世界最大の芸術祭である。エディンバラ・フリンジあるいは、単にフリンジとも呼ばれる。
フリンジとは、公式のエディンバラ国際フェスティバルの「周辺にあるもの」の意。アマ・プロ、有名・無名を問わず、資格審査はまったくなく、登録料と参加費を収め会場を見つけさえすれば、収支の見込みは別にして、誰でも公演できるシステムになっている。日本からも、例年、和太鼓や邦楽の団体、クラシック音楽、コメディーなど、幅広いジャンルのパフォーマーが数多く参加している。

## イントロダクション
エディンバラ・フェスティバル・フリンジは、エディンバラ・フェスティバル（毎年エディンバラで7月下旬から9月上旬にかけて開かれる様々なフェスティバルの総称）の一環として開催される。その演目はほとんどが公演芸術（performing arts）であり、とくに演劇と、近年数が増えているコメディーが主なジャンルであるが、ダンスと音楽も重要な部分を占めている。
演劇は、古典から現代の作品まで多岐にわたるが、参加資格の選考は一切ないので、他のフェスティバルでは受け入れられない前衛的な作品のショーケースとなる場合もある。
主催団体はフェスティバル・フリンジ・ソサエティで、オールドタウンのロイヤルマイルに事務局が置かれ、プログラムの発行、チケットの販売、公演者に対するアドバイスの提供を行っている。

## 歴史
フリンジの起源は、1947年、第1回エディンバラ国際フェスティバルが開催された際、それに招待されなかった8つの劇団が自主的に公演を行ったことによる。その目的は、フェスティバルを訪れる多数の観客を当て込むと同時に、より実験的な演劇を世に問うことにあった。フリンジという呼称は、翌1948年、第2回のエディンバラ国際フェスティバル中に、スコットランドの劇作家・ジャーナリストのロバート・ケンプが、「公式のフェスティバルの演劇の周辺（fringe）で催される私的な企画が増えつつあるように思われる……夜になると家にじっとしていられなくなる方々もいるだろう!」と書いたことに由来する。
初め運営組織はなかったが、1951年、エディンバラ大学の学生たちが立ち寄り所を設置、参加団体のために安い食事や宿泊施設を提供した。次いで、1955年、完全には成功しなかったものの、初めてチケットの予約販売センターの立ち上げが試みられた。
1959年になってフェスティバル・フリンジ・ソサエティが設立され、ようやく組織化への第一歩が踏み出された。演し物の審査や検閲をしないという原則が定められ、フリンジのすべての演目に対するソサエティの最初の手引きが作成された。同年参加したのは19の劇団だけだったが、年々規模が増大し、学生やボランティアの手に負えない様々な問題が発生、その結果、1969年にソサエティは法人化し、次いで1971年には最初の総轄責任者（administrator）が置かれた。
当初、フリンジとより保守的なエディンバラ国際フェスティバルの間には激しい競争意識があったが、現在は互いに共存を図っている。

## 会場

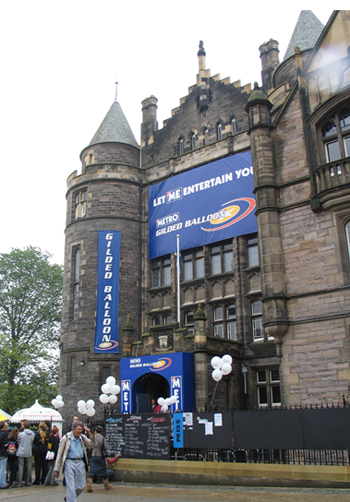
エディンバラ大学学生組合の建物テヴィオット・ハウスに設けられた会場「ギルデッド・バルーン」（2004年）

フリンジの発展の歴史と会場のあり方は密接な関わりがある。最初の20年間は、それぞれの興行団体が各自の会場で別個に公演を行った。しかし、1970年頃になると、主にコスト削減のためにホールを共同で使用することが盛んになり、一つのホールで1日に6つあるいは7つの異なる演目をカバーすることが可能になった。次には、当然ながら、1つの会場を2つかそれ以上のスペースに仕切る方式が取り入れられ、さらに1980年代の初め、多数の公演スペースに区切られた超大型会場が導入された。
今日では、多種多様な形と大きさの会場が存在し、考えつく限りのありとあらゆる場所が使用されている。正規の劇場（トラヴァース劇場やベドラム劇場など）、特注の劇場（アッセンブリー・ルームズの中のミュージック・ホールなど）、古い城（Cヴェニュー）といった会場から、階段教室、会議場、大学の教室や空きスペース、臨時の建物、教会や教会のホール、公衆便所、タクシーの後部座席、そして個人の自宅やトイレの果てまで会場として使用されている。
会場を運営している団体もまた様々で、営利的なものもあれば非営利的なものもあり、通年運営されているものもフリンジの期間だけ運営されるものもある。

## 批評

### 無傷のフェスティバル
フリンジ・ソサエティの役割は、フェスティバルをプロモートすることであり、主としてこのような大規模なイベントを組織する際の難しい支援業務に力を注いでいる。アリステア・モファット（1976年 - 1981年のフリンジの総轄責任者）の次の言葉がソサエティの役割を要約している。
ソサエティは、参加者の要望の直接的な結果として、エディンバラを訪れる公演者を援助し、彼らをすべてまとめて一般聴衆に紹介・宣伝するために設立されたものである。ソサエティは、参加団体を審査したり招待したり、また、芸術的に判断を下したりするために組織されたのではなかった。何が演じられ、それがどのように演じられるかは、フリンジに参加するそれぞれの団体に委ねられたのだ。
この方針が、現在フリンジが「無傷のフェスティバル」（Uninjured Festival）と呼ばれる所以である。

### 質的問題
このような方針の結果、長年にわたって、フリンジの芸術的な質について相反する批評が見られる。ただ、近年のように2000以上もの公演があれば、その質が多様なことは必然の結果といえよう。プロ的な厳しさとそれぞれの分野での芸術的内容の点で、エディンバラ国際フェスティバルのプログラムに匹敵しうるトップ・フィフティの公演から最低のどうしようもないレベルのものまでまさにピンからキリ、その中間にフェスティバル・ファンに様々なレベルで訴える多様な公演があるということになる。
過去20年以上にわたってマスコミでよく取り上げられるのは、スタンダップ・コメディー（stand-up comedy: 独演のお笑い芸）がフリンジを「乗っ取りつつある」という批判である。最近の聴衆のかなりの部分がスタンダップ・コメディーにだけ流れて、コメディーではない演目を「周辺的」と見なし始めているとされるが、しかし、実際は依然として演劇の公演の数がもっとも多い。ただ、ダンスと肉体芸術（physical theatre）は退潮傾向にある。
いかなるショーも自由に上演することが出来るという了解があることから、性的描写のきわどさや宗教に関わる面で個人の嗜好が対立するような場合、当然ながら議論が巻き起こることになる。また、いうまでもなく、公演団体の中には自分たちの演目を宣伝する手段として、ときに故意に論争を巻き起こそうとする例もある。

### 「超大型会場」の支配力
1970年代終わりから1980年代の初めにかけての「超大型会場」の誕生も、多くの議論を呼んできた。これは、6つあるいはそれ以上の別個の公演スペースを備えた大型の会場のことであるが、これらの大規模で「何でも揃っている店」が、結果としてフェスティバルの聴衆を一手に集めているという批判もある。これらの大規模会場は、1箇所で多くの有名な作品を上演することにより、小規模で客が足を運びにくい劇場―すなわち、公演団体に比較的安い使用料で会場を提供し、新人を含む、どちらかというと「伝統的な」フリンジの公演を提供する場―から聴衆を奪う可能性があると指摘されることもある。

### チケット価格
近年、チケットの価格が高騰している。1990年代半ばには、最高レベルの公演でひとり10ポンド、平均5ポンドから7ポンドだったのが、2006年になると10ポンドを超えるものが増え、初めて1時間20ポンドという公演が現れた。大きな会場の賃料、ライセンス料金、エディンバラ・フェスティバル期間中の宿泊料金などの高騰が原因と考えられる。
この傾向に逆行して、最近、フリー・フリンジとラーフィング・ホース・フリー・エディンバラ・フリンジという二つの組織が、無料公演というコンセプトを打ち出した。これらの公演の90パーセントはコメディーであるが、この方式の下で、2005年には22、2006年には69の公演が行われ、2007年には320公演に増大した。

### 批評と賞
エディンバラで発行されている地元紙スコッツマン（The Scotsman）は、公演を幅広く取り上げている。本来、フリンジのすべての演し物を批評することを目標としていたので、フリンジのバイブルと見なされていたが、公演の数の増加により、現在では演劇を中心に演目を選んで批評している。
他の地元のメディアとしては、グラスゴー・ヘラルド、スコットランド・オン・サンデー、メトロのスコットランド版が挙げられる。スコットランドの芸術・娯楽雑誌リストおよびスキニー（8月中フェスト・マガジンを発行）も、広範にわたってフリンジの公演についてレポートする。
ロンドンで発行される全国紙、とくにガーディアン（The Guardian）とインディペンデント（The Independent）も多くの批評を載せ、芸術週刊誌ステージは演劇を中心に公演を多数取り上げている。
フリンジの公演に対する賞は様々あるが、とくに演劇分野の賞が多い。一例として、スコッツマンによるフリンジ・ファースト賞、ペリエ賞（現・喜劇賞）、グラスゴー・ヘラルドのヘラルド・エンジェル賞、ステージ誌によるステージ最優秀演技賞、リスト誌のライターズ・ギルド・リスト・フェスティバル賞などが挙げられ、作品、劇団、俳優、プロモーションなど多面的な角度から賞が与えられている。

## 今日のフリンジ
フリンジは、過去60年以上の間に劇的な成長を遂げてきた。公式ウェブサイトの統計によれば、2006年には261の会場で1,867の演目が28,014回上演され、記録上最大のフェスティバルとなった。同年チケットの売り上げは150万枚で、100万枚を超えたのはこれで4度目になる。2007年は250の会場、2,050の演目、31,000回の公演、さらに2008年は247の会場、2,088の演目、31,320公演と、記録を延ばし続けている。
この2,000を超える演し物の中では、依然として演劇が最大のジャンルであり、それを僅差でコメディーが追っていて、早晩、コメディーが演劇を追い抜くと予想される。その他のジャンルとして、ダンスおよび肉体表現芸術（physical theatre）、音楽、子どものためのショーなどが演じられる。
このような膨大なプログラムの中から観たいものを選ぶ手がかりとして、ひとつはフリンジ・サンデーという催しがあり、フリンジ最初の日曜日、エディンバラ市内の大きな公園メドウズ（Meadows）で多くの劇団が無料で公演の全部あるいは一部を演じるのをのぞく機会がある。また、フェスティバル期間中いつでも、ハイ・ストリートのセント・ジャイルズ大聖堂や、フリンジ事務局の周辺で、劇団が聴衆を引きつけようとチラシを配布したりパフォーマンスを行ったりしている。
フリンジの不可避的な肥大化については、フリンジの伝統の中で育てられてきた人々はコメディーの増加と全体的な質の低下に懸念を示している。一方、主として大会場側は、他の都市、たとえばマンチェスターのような都市で開催されるこの種のフェスティバルとの競争に勝ち抜くためには、フリンジがさらに大きくなる必要があると主張、増大する公演者と観光客の双方を受け入れるためにエディンバラのインフラの整備が急務だとしている。

## フリンジの遺産
エディンバラ・フリンジのもっとも重要な遺産は、議論はあるとしても、いっさい審査のないフェスティバルのモデルを提供したことであり、フリンジ演劇という概念は世界中でコピーされてきた。続々と生まれたこれらのフェスティバル中の最大のものは、アデレード・フリンジ・フェスティバルとエドモントン国際フリンジフェスティバルだろう。
演劇の分野で、フリンジで初演された作品がいくつかある。中でも、トム・ストッパード作『ローゼンクランツとギルデンスターンは死んだ』（1966年）と、トム・コートニー主演の『モスクワ駅』（1994年）がもっとも良く知られている。また、多くの劇団がフリンジで繰り返し公演することにより、その芸術的水準が高められてきたことも指摘されうる。
芸術形式の点から見れば、フリンジが「ワン・マン・ショー」の故郷と見なされても間違いないだろう。フリンジ自体がその形式を生み出したわけではないが、このジャンルを開花させる媒体となったことは確かである。
コメディーの分野では、フリンジは多くの俳優の経歴を花開かせる土壌を提供してきた。1960年代に、モンティ・パイソンのチームの様々なメンバーが学生のプロデュースする公演に出演、引き続いてローワン・アトキンソン、スティーブン・フライ、ヒュー・ローリー、エマ・トンプソンといった人々が輩出した。そして、近年も、多くの「掘り出し物」のコメディアンを生み出している。